# Pretty Crazy世界巡迴演唱會
Pretty Crazy世界巡迴演唱會，是香港女歌手容祖兒的出道二十週年紀念巡迴演唱會，亦是其第十次紅磡香港體育館演唱會。主辦機構為英皇娛樂，容祖兒亦於此演唱會同時兼任創意及意念總監。該巡演於2019年8月5日於香港開始。

## 背景
Pretty Crazy世界巡迴演唱會是容祖兒的出道二十週年紀念演唱會，名稱「Pretty Crazy」由填詞人好友黃偉文構思，寓意为容祖兒二十年演藝生涯中對工作的「瘋狂」及對「優雅」的追求。同名演唱會主題曲由韓國音樂人操刀炮製，又遠赴日本東京拍攝演唱會海報，更特別設計一個鬱金香圖案作為標誌。舞台製作方面亦是不惜工本，除了香港的制作團隊，亦邀請來韓國的舞者、俄羅斯的銅管樂隊與中國內地的雜技團，更破天荒邀得曾與包括碧昂絲、肯伊·威斯特與愛黛兒在內的歌手合作過的國際知名舞台設計師艾思·德芙林（Es Devlin）為其設計演唱會舞台，使整個演出極盡視聽之娛。香港站由萬通保險主題贊助，原定舉行18場，後因首場發生機件故障導致部分曲目未能表演而於8月12日特別加開一場，首場觀眾可憑票根再次入場觀看。

## 商業表現
香港站首發場次於2019年4月11日上午9時起可憑中國建設銀行信用卡優先預訂，當日即宣布優先票配額預訂已滿。Big Big Shop 於5月6日及7日發售1000套「Pretty Crazy世界巡迴演唱會20週年紀念套裝」，每套包含2張連位門票、含演唱會海報拍攝花絮和寫真的相簿特集及限量珍藏版CD「容祖兒 Love in LA」一張，隨即售罄。5月8日舉行記者招待會，宣布加開六場。演唱會香港站所有場次於5月9日在城市售票網公開發售約85,000張門票，公售比例雖僅有四成，但亦為近年來公售比例最高的香港紅館熱門演唱會之一。演唱會香港站不設售票處售票，只設網上、流動應用程式及信用卡電話訂購，並實施「延後取票」，公開發售首日限購最多4張門票，所有門票於發售當日全數售罄，共計入場人次達25萬。香港站之外的世界巡迴演唱會首站為拉斯維加斯，門票於 Ticketmaster.com 及威尼斯酒店網站公開發售，隨即售罄。歐洲站由 TOUCH Music Live 主辦，荷蘭站於正式發售後率先售罄，米菲官方社交媒體表示歐洲站將會有米菲65周年的聯動紀念活動。2020年2月19日，尼亞加拉瀑布城賭場為旗下新建並將於四月投入使用的全新表演場館 Fallsview Casino's Entertainment Centre（2022年正式啟用後更名 OLG Stage at Fallsview Casino）宣布十二場由來自世界各地的歌手（布拉德·帕斯利、杰森·德鲁罗、凱莎等）帶來的演唱會並於同日展開預售，容祖兒成為首位在該場地表演的華人歌手，其首日預售成績為眾多演唱會之冠。同日，歐洲站主辦方宣布法國巴黎站因新型冠狀病毒疫情取消。後續所有場次因新型冠狀病毒疫情相繼宣布延期。2022年9月10日，容祖兒在社交網宣布巡唱正式重啟，於11月相繼到訪馬來西亞、加拿大及美國多個城市，於一個月內開展7場海外巡迴演唱會。2023年2月9日，新加坡地標性綜合度假地濱海灣金沙宣布啟動「Sands Live Season 金沙舞台季」，並由容祖兒巡迴演唱會作為該企劃的首個表演活動。

## 場次
| 場次列表 | 場次列表       | 場次列表   | 場次列表       | 場次列表                         | 場次列表                                        | 場次列表 |
| 場次     | 日期           | 國家／地區 | 城市           | 場館                             | 附註                                            |          |
| -------- | -------------- | ---------- | -------------- | -------------------------------- | ----------------------------------------------- | -------- |
| 1        | 2019年8月5日   | 香港       | 香港           | 紅磡香港體育館                   | 嘉賓：張學友                                    |          |
| 2        | 2019年8月6日   | 香港       | 香港           | 紅磡香港體育館                   | 嘉賓：鄭伊健                                    |          |
| 3        | 2019年8月7日   | 香港       | 香港           | 紅磡香港體育館                   | 嘉賓：楊千嬅                                    |          |
| 4        | 2019年8月8日   | 香港       | 香港           | 紅磡香港體育館                   | 嘉賓：林俊傑                                    |          |
| 5        | 2019年8月9日   | 香港       | 香港           | 紅磡香港體育館                   | 嘉賓：李克勤                                    |          |
| 6        | 2019年8月10日  | 香港       | 香港           | 紅磡香港體育館                   | 嘉賓：周柏豪                                    |          |
| 7        | 2019年8月11日  | 香港       | 香港           | 紅磡香港體育館                   | 嘉賓：王菀之                                    |          |
| 8        | 2019年8月12日  | 香港       | 香港           | 紅磡香港體育館                   | 嘉賓：張信哲                                    |          |
| 9        | 2019年8月13日  | 香港       | 香港           | 紅磡香港體育館                   | 嘉賓：Twins、關智斌                             |          |
| 10       | 2019年8月14日  | 香港       | 香港           | 紅磡香港體育館                   | 嘉賓：Dear Jane                                 |          |
| 11       | 2019年8月15日  | 香港       | 香港           | 紅磡香港體育館                   | 嘉賓：古天樂                                    |          |
| 12       | 2019年8月16日  | 香港       | 香港           | 紅磡香港體育館                   | 嘉賓：劉德華                                    |          |
| 13       | 2019年8月17日  | 香港       | 香港           | 紅磡香港體育館                   | 嘉賓：謝霆鋒                                    |          |
| 14       | 2019年8月18日  | 香港       | 香港           | 紅磡香港體育館                   | 嘉賓：農夫、張智霖                              |          |
| 15       | 2019年8月20日  | 香港       | 香港           | 紅磡香港體育館                   | 嘉賓：草蜢                                      |          |
| 16       | 2019年8月21日  | 香港       | 香港           | 紅磡香港體育館                   | 嘉賓：張敬軒                                    |          |
| 17       | 2019年8月22日  | 香港       | 香港           | 紅磡香港體育館                   | 嘉賓：Supper Moment                             |          |
| 18       | 2019年8月23日  | 香港       | 香港           | 紅磡香港體育館                   | 嘉賓：古巨基                                    |          |
| 19       | 2019年8月24日  | 香港       | 香港           | 紅磡香港體育館                   | 嘉賓：黎明                                      |          |
| 20       | 2020年1月18日  | 澳門       | 澳門           | 澳門百老匯                       | 非公開發售之特別場                              |          |
| 21       | 2020年1月25日  | 美國       | 拉斯維加斯     | The Venetian Las Vegas           |                                                 |          |
| 22       | 2020年1月26日  | 美國       | 拉斯維加斯     | The Venetian Las Vegas           |                                                 |          |
| 23       | 2020年2月2日   | 美國       | 大西洋城       | Hard Rock Live at Etess Arena    |                                                 |          |
| 24       | 2020年3月3日   | 荷蘭       | 海牙           | AFAS Circustheater               |                                                 |          |
| 25       | 2020年3月9日   | 英國       | 倫敦           | The London Palladium             |                                                 |          |
| 26       | 2022年11月5日  | 馬來西亞   | 雲頂高原       | 雲頂雲星劇場                     | 原定日期为2020年3月21日，因新型冠狀病毒疫情延期 |          |
| 27       | 2022年11月13日 | 加拿大     | 溫哥華         | Queen Elizabeth Theatre          | 原定日期为2020年5月27日，因新型冠狀病毒疫情延期 |          |
| 28       | 2022年11月20日 | 加拿大     | 尼亞加拉瀑布城 | OLG Stage at Fallsview Casino    | 原定日期为2020年5月30日，因新型冠狀病毒疫情延期 |          |
| 29       | 2022年11月24日 | 美國       | 大西洋城       | Harrah's Resort Atlantic City    | [ 21 ]                                          |          |
| 30       | 2022年11月25日 | 美國       | 拉斯維加斯     | Encore Theater at Wynn Las Vegas |                                                 |          |
| 31       | 2022年11月26日 | 美國       | 拉斯維加斯     | Encore Theater at Wynn Las Vegas | [ 22 ]                                          |          |
| 32       | 2022年12月3日  | 美國       | 雷諾           | Reno Events Center               |                                                 |          |
| 33       | 2023年3月10日  | 新加坡     | 新加坡         | 金沙會議展覽中心，金沙大宴會廳   | [ 23 ]                                          |          |
| 34       | 2023年3月11日  | 新加坡     | 新加坡         | 金沙會議展覽中心，金沙大宴會廳   | 非公開發售之特別場                              |          |

### 取消場次
| 取消場次列表 | 取消場次列表  | 取消場次列表 | 取消場次列表 | 取消場次列表     | 取消場次列表           | 取消場次列表 |
| 場次         | 日期          | 國家／地區   | 城市         | 場館             | 附註                   |              |
| ------------ | ------------- | ------------ | ------------ | ---------------- | ---------------------- | ------------ |
| 1            | 2020年3月1日  | 法國         | 巴黎         | La Cigale        | 因新型冠狀病毒疫情取消 |              |
| 2            | 2020年3月8日  | 澳洲         | 悉尼         | Qudos Bank Arena | 因新型冠狀病毒疫情取消 |              |
| 3            | 2020年3月15日 | 澳洲         | 墨爾本       | Rod Laver Arena  | 因新型冠狀病毒疫情取消 |              |

## 表演曲目
以下列表僅代表2019年8月24日香港站表演曲目，具體曲目在其他各場次可能出现變化。
Act 1: Opening
1. Intro: 一種永遠
2. 空港

Act 2: JY20
1. Medley: Show Up! / 好事多為 / 逃 / 美麗在望 / 隆重登場
2. 美麗在望（串場影片）

Act 3: Crazy in Love
1. 再見我的初戀
2. 天之驕女
3. 逃避你
4. 無人知道雙子座

Act 4: Pretty Exotic
1. 走著睡
2. 桃色冒險
3. GOTTA GET HIGH（串場演奏）
4. Lovin' U
5. 不容錯失

Act 5: Pretty Lonely
1. 牆紙
2. 啜泣
3. 心之科學

Act 6: Crazy Fans, Pretty Friends
1. 歌姬
2. Medley: 未知 / 怯 / 花千樹 / 天窗 / 16號愛人 / 阿門 / 愛一個上一課
3. 痛愛
4. 世上只有（卡拉OK環節）
5. 這分鐘更愛你（卡拉OK環節）
6. 特別嘉賓（卡拉OK環節）
7. 夏日傾情（嘉賓環節：黎明合唱）
8. 傻癡癡（嘉賓環節：黎明合唱）

Act 7: Pretty Crazy
1. 神魂顛倒（串場影片）
2. 破相
3. 悲觀生物學
4. 跑步機上
5. Pretty Crazy
6. Medley：派對機器／全身暑假／一面之緣／越唱越強

First Encore
1. 最後的茱麗葉
2. 華麗邂逅
3. 心淡

Second Encore
1. 美麗在望
2. 花千樹
3. 麻煩你
4. 借過
5. 舊日回憶的山丘
6. 我的驕傲

- 除香港站第十九場，其他場次無第二次 Encore。
- 香港站第一場：容祖兒因舞台機件故障未演唱《悲觀生物學》、《跑步機上》、《Pretty Crazy》、《派對機器》、《全身暑假》、《一面之緣》、《越唱越強》。
- 香港站第一至十一場：容祖兒未演唱《悲觀生物學》；香港站第一至十二場：容祖兒演唱《爭氣》，僅第十二場先後演唱《爭氣》與《悲觀生物學》。
- 香港站第二、三場：容祖兒未演唱《無人知道雙子座》；香港站第四至六、八、十一至十四場，容祖兒演唱《搜神記》，未演唱《逃避你》、《無人知道雙子座》；香港站第十六、十七場，容祖兒演唱《無人知道雙子座》，未演唱《逃避你》。
- 香港站第七、八、十一、十二、十五場：容祖兒演唱《黃色大門》，未演唱《牆紙》，僅第一場先後演唱《黃色大門》与《牆紙》。
- 香港站第六至九、十四至十六場：容祖兒演唱《想得太遠》与《與蝶同眠》，替換組曲中的《花千樹》、《天窗》。
- 從美國拉斯維加斯站（2020）開始，因香港站外的巡迴演出時間限制，容祖兒將組曲中的《Show Up!》替換為《跑步機上》，移除 Act 3 的所有曲目及《走著睡》、《悲觀生物學》、《最後的茱麗葉》、《歌姬》，并替換 Act 4 与 Act 5 之次序。
- 美國拉斯維加斯站（2020）第一場：容祖兒演唱《這就是愛嗎？》。
- 美國大西洋城站（2020）：容祖兒演唱《獨照》。
- 荷蘭海牙站：容祖兒演唱《黃色大門》、《逃避你》、《獨照》、《抱抱》及國粵雙語版《我的驕傲 / 揮著翅膀的女孩》，未演唱《牆紙》，本場及此後場次均未設置卡拉OK環節。
- 英國倫敦站：容祖兒演唱《黃色大門》、《搜神記》、《抱抱》、《逃避你》、《我的驕傲》。
- 2022-23年所舉辦的所有巡迴演出的 Act 6 串燒環節曲目更改為《再見我的初戀 / 怯 / 花千樹 / 天窗 / 損友 / 16號愛人 / 阿門 / 愛一個上一課》。
- 馬來西亞雲頂站：容祖兒演唱《逃避你》、《黃色大門》、《辛苦你了》、《東京人壽》、《我的驕傲》、《連續劇》、《續集》、《特別嘉賓》、《麻煩你》，未演唱《牆紙》、《心之科學》。
- 馬來西亞雲頂站 Act 6 串燒曲目中的《損友》時間長度較長。
- 加拿大溫哥華站：容祖兒演唱《悲觀生物學》、《黃色大門》、《辛苦你了》、《東京人壽》、國粵雙語版《我的驕傲 / 揮著翅膀的女孩》、《連續劇/續集》，未演唱《牆紙》、《心之科學》。
- 加拿大尼亞加拉瀑布城站：容祖兒演唱《辛苦你了》、國粵雙語版《我的驕傲 / 揮著翅膀的女孩》、《特別嘉賓》、《抱抱》，未演唱《華麗邂逅》。
- 美國大西洋城站（2022）：容祖兒演唱《搜神記》、《東京人壽》、《麻煩你》、《獨照》、國粵雙語版《我的驕傲 / 揮著翅膀的女孩》，未演唱《牆紙》、《心之科學》、《華麗邂逅》。
- 美國拉斯維加斯站（2022）第一場：容祖兒演唱《逃避你》、《連續劇》、《最好時光》、國粵雙語版《我的驕傲 / 揮著翅膀的女孩》，未演唱《牆紙》、《華麗邂逅》。
- 美國拉斯維加斯站（2022）第二場：容祖兒演唱《分身術》、《東京人壽》、《最好時光》、《麻煩你》、國粵雙語版《我的驕傲 / 揮著翅膀的女孩》，未演唱《牆紙》、《華麗邂逅》、《心之科學》。
- 美國雷諾站：容祖兒演唱《黃色大門》、《明天見》、《東京人壽》、《我的驕傲》、《舊日回憶的山丘》、《連續劇》、《搜神記》，未演唱《牆紙》、《華麗邂逅》。
- 新加坡站第一場：容祖兒演唱《陪我長大》、《連續劇》、國粵雙語版《我的驕傲 / 揮著翅膀的女孩》，未演唱《華麗邂逅》。
- 新加坡站第二場：容祖兒演唱《逃避你》、《東京人壽》、《抱抱》、國粵雙語版《我的驕傲 / 揮著翅膀的女孩》，翻唱周興哲《你，好不好？》，未演唱《牆紙》、《華麗邂逅》、《心之科學》。

卡拉OK環節備註：
- 香港站第一、二、三場：世上只有、這分鐘更愛你、我的驕傲
- 香港站第四場：世上只有、這分鐘更愛你、特別嘉賓
- 香港站第五場：陪我長大、這分鐘更愛你、特別嘉賓
- 香港站第六、七場：麻煩你、這分鐘更愛你、特別嘉賓
- 香港站第八場：舊日回憶的山丘、我的驕傲、特別嘉賓
- 香港站第九場：我的驕傲、這分鐘更愛你、特別嘉賓
- 香港站第十場：損友、這分鐘更愛你、特別嘉賓
- 香港站第十一場：抱抱、這分鐘更愛你、特別嘉賓
- 香港站第十二場：Be True、這分鐘更愛你、特別嘉賓
- 香港站第十三場：連續劇、這分鐘更愛你、特別嘉賓
- 香港站第十四場：花千樹、這分鐘更愛你、特別嘉賓
- 香港站第十五場：誰來愛我、這分鐘更愛你、特別嘉賓
- 香港站第十六場：天窗、這分鐘更愛你、特別嘉賓
- 香港站第十七場：他都不愛我、這分鐘更愛你、特別嘉賓
- 香港站第十八場：想得太遠、這分鐘更愛你、特別嘉賓
- 香港站第十九場：世上只有、這分鐘更愛你、特別嘉賓
- 拉斯維加斯站（2020）第一場：麻煩你、這分鐘更愛你
- 拉斯維加斯站（2020）第二場：麻煩你、特別嘉賓
- 大西洋城站（2020）：麻煩你、這分鐘更愛你

嘉賓環節備註：
- 於香港站第一場，與張學友合唱《這麼近那麼遠》和《真情流露》[24]。
- 於香港站第二場，與鄭伊健合唱《一生愛你一個》和《在我生命裡》[25]。
- 於香港站第三場，與楊千嬅合唱《假如讓我說下去》和《連續劇》[26]。
- 於香港站第四場，與林俊傑合唱《她說》和《不為誰而作的歌》[27]。
- 於香港站第五場，與李克勤合唱《月半小夜曲》和《刻不容緩》[28]。
- 於香港站第六場，與周柏豪合唱《我的宣言》和《天窗》。
- 於香港站第七場，與王菀之合唱《末日》和《牆紙》[29]。
- 於香港站第八場，與張信哲合唱《愛如潮水》和《習慣失戀》[30]。
- 於香港站第九場，與Twins合唱《風箏與風》和《大紫大紅》；與Twins、關智斌合唱《死性不改》[31]。
- 於香港站第十場，與Dear Jane合唱《不許你注定一人》和《習慣失戀》[32]。
- 於香港站第十一場，與古天樂合唱《今期流行》和《男朋友》[33]。
- 於香港站第十二場，與劉德華合唱《謝謝你的愛》和《一起走過的日子》[34]。
- 於香港站第十三場，與謝霆鋒合唱《玉蝴蝶》和《阿門》[35]。
- 於香港站第十四場，與農夫合唱《舉高隻手》；與張智霖合唱《祝君好》和《歲月如歌》[36]。
- 於香港站第十五場，與草蜢合唱《失樂園》和《ABC》[37]。
- 於香港站第十六場，與張敬軒合唱《黃色大門》、《櫻花樹下》和《Pretty Hungry》[38]。
- 於香港站第十七場，與Supper Moment合唱《幸福之歌》和《告解》[39]。
- 於香港站第十八場，與古巨基合唱《愛得太遲》和《狂串樂基兒》[40]。
- 於香港站第十九場，與黎明合唱《夏日傾情》和《傻癡癡》[41]。

## 演唱會紀念品
演唱會紀念品分為「LITTLE MISS PRETTY CRAZY」和「JY20」兩套系列 ，前者與英國著名卡通圖案奇先生妙小姐合作設計推出，僅於香港站限量發售。歐洲站限定發售米菲聯名款演唱會紀念品。

### LITTLE MISS PRETTY CRAZY限量版系列
1. LITTLE MISS PRETTY CRAZY Black Tee (Size S/M/L)
2. LITTLE MISS PRETTY CRAZY White Tee (Size S/M/L)
3. LITTLE MISS PRETTY CRAZY 布袋
4. LITTLE MISS PRETTY CRAZY 隨行杯
5. LITTLE MISS PRETTY CRAZY A4燙金貼紙
6. LITTLE MISS PRETTY CRAZY A4文件夾
7. LITTLE MISS PRETTY CRAZY 明信片套裝

### JY20系列
1. Love in L.A. Studio Live 黑膠唱片
2. Love in L.A. Studio Live CD連相冊
3. JY20 保溫瓶（木紋）
4. JY20 保溫瓶（黑）
5. JY20 保溫瓶（黃）
6. JY20 手提袋
7. JY20 刺繡章
8. JY20 金屬扣針
9. JY20 Black Tee (Size S/M/L)
10. JY20 White Tee (Size S/M/L)
11. Pretty Crazy Black Tee (Size S/M/L)
12. Pretty Crazy White Tee (Size S/M/L)
13. Pretty Crazy 外置充電器
14. Pretty Crazy AirPods套
15. Pretty Crazy 布袋
16. Pretty Crazy 方巾
17. Pretty Crazy 金屬扣針
18. Pretty Crazy 演唱會海報套裝

### 歐洲站限定系列
1. Miffy x Joey Yung: Miffy White Tee (Size S/M/L)
2. Miffy x Joey Yung: Miffy Black Tee (Size S/M/L)
3. JY20 Graffiti White Tee - Love in Europe Limited Edition (Size S/M/L)

## 影音產品

### 推出版本
- 平裝版（5DVD+3CD）[43]
- 藍光版（4BD+3CD）[44]
- 彩膠版（4LP）[45]

### 所獲獎項
- YesAsia華語音樂銷售榜2021——十大華語演唱會 第一位[46]
- YesAsia華語音樂銷售榜2022——十大華語演唱會 第八位[47]

### 收錄曲目
| DVD - Disc 1 | DVD - Disc 1                                                                     |
| 曲序         | 曲目                                                                             |
| ------------ | -------------------------------------------------------------------------------- |
| 1.           | INFINITY                                                                         |
| 2.           | 空港                                                                             |
| 3.           | Medley：Show Up／好事多為／逃／美麗在望／隆重登場                                |
| 4.           | 美麗在望 (Instrumental)                                                          |
| 5.           | 再見我的初戀                                                                     |
| 6.           | 天之驕女                                                                         |
| 7.           | 逃避你                                                                           |
| 8.           | 無人知道雙子座                                                                   |
| 9.           | 走著睡                                                                           |
| 10.          | 桃色冒險                                                                         |
| 11.          | Lovin' U                                                                         |
| 12.          | 不容錯失                                                                         |
| 13.          | 牆紙                                                                             |
| 14.          | 啜泣                                                                             |
| 15.          | 心之科學                                                                         |
| 16.          | 歌姬                                                                             |
| 17.          | Medley：未知／怯／想得太遠／與蝶同眠／花千樹／天窗／16號愛人／阿門／愛一個上一課 |
| 18.          | 痛愛                                                                             |

| DVD - Disc 2 | DVD - Disc 2                                   |
| 曲序         | 曲目                                           |
| ------------ | ---------------------------------------------- |
| 1.           | Talk                                           |
| 2.           | 世上只有                                       |
| 3.           | 這分鐘更愛你                                   |
| 4.           | 特別嘉賓                                       |
| 5.           | 夏日傾情（黎明合唱）                           |
| 6.           | 傻痴痴（黎明合唱）                             |
| 7.           | RETROGRADE (Video)                             |
| 8.           | 破相                                           |
| 9.           | 悲觀生物學                                     |
| 10.          | 跑步機上                                       |
| 11.          | Pretty Crazy                                   |
| 12.          | Medley：派對機器／全身暑假／一面之緣／越唱越強 |
| 13.          | 最後的茱麗葉                                   |
| 14.          | 華麗邂逅                                       |
| 15.          | 心淡                                           |
| 16.          | 美麗在望                                       |
| 17.          | 麻煩你                                         |
| 18.          | 借過                                           |
| 19.          | 舊日回憶的山丘                                 |
| 20.          | 我的驕傲                                       |

| DVD - Disc 3 - Bonus LIVE | DVD - Disc 3 - Bonus LIVE     |
| 曲序                      | 曲目                          |
| ------------------------- | ----------------------------- |
| 1.                        | 這麼近那麼遠（張學友合唱）    |
| 2.                        | 真情流露（張學友合唱）        |
| 3.                        | 一生愛你一個（鄭伊健合唱）    |
| 4.                        | 在我生命裡（鄭伊健合唱）      |
| 5.                        | 假如讓我說下去（楊千嬅合唱）  |
| 6.                        | 連續劇（楊千嬅合唱）          |
| 7.                        | 不為誰而作的歌（林俊傑合唱）  |
| 8.                        | 月半小夜曲（李克勤合唱）      |
| 9.                        | 刻不容緩（李克勤合唱）        |
| 10.                       | 我的宣言（周柏豪合唱）        |
| 11.                       | 天窗（周柏豪合唱）            |
| 12.                       | 末日（王菀之合唱）            |
| 13.                       | 牆紙（王菀之合唱）            |
| 14.                       | 愛如潮水（張信哲合唱）        |
| 15.                       | 習慣失戀（張信哲合唱）        |
| 16.                       | 風箏與風                      |
| 17.                       | 大紅大紫（Twins合唱）         |
| 18.                       | 死性不改（Twins、關智斌合唱） |

| DVD - Disc 4 - Bonus LIVE | DVD - Disc 4 - Bonus LIVE       |
| 曲序                      | 曲目                            |
| ------------------------- | ------------------------------- |
| 1.                        | 不許你注定一人（Dear Jane合唱） |
| 2.                        | 習慣失戀（Dear Jane合唱）       |
| 3.                        | 今期流行（古天樂合唱）          |
| 4.                        | 男朋友（古天樂合唱）            |
| 5.                        | 玉蝴蝶（謝霆鋒合唱）            |
| 6.                        | 阿門（謝霆鋒合唱）              |
| 7.                        | 特別嘉賓（農夫合唱）            |
| 8.                        | 舉高隻手（農夫合唱）            |
| 9.                        | 祝君好（張智霖合唱）            |
| 10.                       | 歲月如歌（張智霖合唱）          |
| 11.                       | 失樂園（草蜢合唱）              |
| 12.                       | ABC（草蜢合唱）                 |
| 13.                       | 黃色大門（張敬軒合唱）          |
| 14.                       | 櫻花樹下（張敬軒合唱）          |
| 15.                       | Pretty Hungry（張敬軒合唱）     |

| DVD - Disc 5 - Bonus LIVE | DVD - Disc 5 - Bonus LIVE     |
| 曲序                      | 曲目                          |
| ------------------------- | ----------------------------- |
| 1.                        | 幸福之歌（Supper Moment合唱） |
| 2.                        | 愛得太遲（古巨基合唱）        |
| 3.                        | 狂串樂基兒（古巨基合唱）      |
| 4.                        | 搜神記                        |
| 5.                        | 黃色大門                      |
| 6.                        | 爭氣                          |